# Иван Отовић
Иван Отовић (Котор, 29. јул 1990) црногорски је политичар, новинар и политиколог, председник Скупштине општине Херцег Нови и функционер Нове српске демократије.

## Биографија

### Образовање
Рођен је 29. јула 1990. године у Котору. Основну и средњу школу је завршио у Херцег Новом. Дипломирао је журналистику на Факултету политичких наука Универзитета Црне Горе у Подгорици, а потом је завршио мастер студије међународних односа на Факултету политичких наука Универзитета у Београду.

### Политичка каријера
На локалним изборима у Херцег Новом, одржаним 9. маја 2021. године, био је носилац изборне листе За будућност Херцег Новог, коалиције коју су чинили Демократски фронт (Нова српска демократија, Демократска народна партија Црне Горе, Покрет за промјене), Социјалистичка народна партија Црне Горе и Радничка партија. Листа је освојила 3.246 гласова или 19,39%, односно 7 одборничких места, тако да је Отовић постао општински одборник.
За председника Скупштине општине Херцег Нови је изабран 7. јуна 2021. године. За његов избор су, поред одборника коалиције За будућност Херцег Новог, гласали и одборници коалиција "Ни лијево ни десно - Правац Нови" (Демократе, ДЕМОС, Партија пензионера, инвалида и реституције), Новске листе, Платформе Црно на бијело (УРА) и Праве Црне Горе.

### Приватни живот
Ожењен је и има двоје деце. Говори енглески, италијански и турски језик.